# Пони (округ, Канзас)
Пони́ (англ. Pawnee County; стандартное обозначение PN) — округ в штате Канзас, США. Официально образован 26 февраля 1867 года. По состоянию на 2010 год, численность населения составляла 6 973 человека.

## География
По данным Бюро переписи США, общая площадь округа равняется 1 955,452 км2, из которых 1 952,862 км2 суша и 1,036 км2 или 0,050 % это водоёмы.

## Население
По данным переписи населения 2000 года в округе проживает 7 233 жителей в составе 2 739 домашних хозяйств и 1 785 семей. Плотность населения составляет 4,00 человека на км2. На территории округа насчитывается 3 114 жилых строений, при плотности застройки около 2,00-х строений на км2. Расовый состав населения: белые — 90,96 %, афроамериканцы — 5,00 %, коренные американцы (индейцы) — 0,95 %, азиаты — 0,57 %, гавайцы — 0,00 %, представители других рас — 1,22 %, представители двух или более рас — 1,30 %. Испаноязычные составляли 4,16 % населения независимо от расы.
В составе 29,20 % из общего числа домашних хозяйств проживают дети в возрасте до 18 лет, 54,80 % домашних хозяйств представляют собой супружеские пары проживающие вместе, 7,30 % домашних хозяйств представляют собой одиноких женщин без супруга, 34,80 % домашних хозяйств не имеют отношения к семьям, 32,20 % домашних хозяйств состоят из одного человека, 15,60 % домашних хозяйств состоят из престарелых (65 лет и старше), проживающих в одиночестве. Средний размер домашнего хозяйства составляет 2,31 человека, и средний размер семьи 2,91 человека.
Возрастной состав округа: 24,20 % моложе 18 лет, 7,30 % от 18 до 24, 25,40 % от 25 до 44, 24,60 % от 45 до 64 и 24,60 % от 65 и старше. Средний возраст жителя округа 40 лет. На каждые 100 женщин приходится 112,00 мужчин. На каждые 100 женщин старше 18 лет приходится 112,70 мужчин.
Средний доход на домохозяйство в округе составлял 35 175 USD, на семью — 45 634 USD. Среднестатистический заработок мужчины был 26 751 USD против 20 931 USD для женщины. Доход на душу населения составлял 17 584 USD. Около 5,40 % семей и 11,80 % общего населения находились ниже черты бедности, в том числе — 9,00 % молодёжи (тех, кому ещё не исполнилось 18 лет) и 9,90 % тех, кому было уже больше 65 лет.